# Сутон (ТВ филм)
„Сутон ” је југословенски ТВ филм из 1957. године. Режирао га је Данијел Марушић који је написао и сценарио по делу Иве Војновића.